# Joachim Keghian
Joachim Chahan Keghian (* 26. Dezember 2003) ist ein luxemburgischer Skirennläufer. Er startet hauptsächlich in den technischen Disziplinen Riesenslalom und Slalom.

## Karriere
Keghian wuchs in Luxemburg auf, zog jedoch im Alter von 15 Jahren nach Kanada, zwecks besserer Trainingsbedingungen. Sein internationales Renndebüt gab er am 21. August 2019 bei einem FIS-Riesenslalom in Corralco. Sein erstes internationales Großereignis bestritt er im Januar 2020 bei den Olympischen Jugend-Winterspielen in Lausanne. Dort erreichte er als beste Platzierung den 37. Rang im Riesenslalom.
In den darauffolgenden Jahren startet Keghian hauptsächlich bei FIS-Rennen in Kanada sowie vereinzelt in Europa.
2023 nahm Keghian erstmals an einer Alpinen Skiweltmeisterschaft teil. Bei den Wettkämpfen in Courchevel bzw. Méribel wurde er 67. im Riesenslalom. Zu Saisonabschluss wurde er luxemburgischer Vizemeister im Riesenslalom hinter Matthieu Osch.

## Erfolge

### Weltmeisterschaften
- Courchevel/Méribel 2023: 67. Riesenslalom, DNQ Slalom
- Saalbach 2025: DNQ Riesenslalom, DNQ Slalom

### Juniorenweltmeisterschaften
- Bansko 2021: DNF Riesenslalom, DNF Slalom
- Panorama 2022: 47. Slalom, DNF. Riesenslalom
- St. Anton 2023: 69. Riesenslalom, DNF Slalom
- Haute-Savoie 2024: 46. Riesenslalom, 56. Riesenslalom

### Olympische Jugend-Winterspiele
- Lausanne 2020: 37. Riesenslalom, DNF Slalom

### Europäisches Olympisches Winter-Jugendfestival
- Vuokatti 2021: 45. Slalom

### Weitere Erfolge
- 2 Platzierungen unter den besten 10 bei FIS-Rennen
- Luxemburgischer Vizemeister im Riesenslalom (2023)